# Theodor Holmskiold

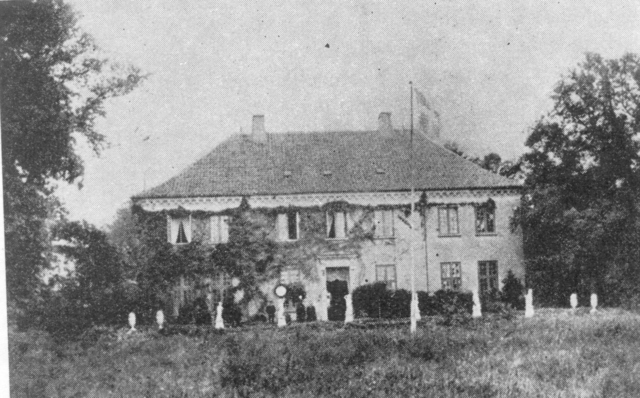
Dom wybudowany przez Holmskiolda nad jeziorem Bagsværd

Johan Theodor Holmskiold (ur. 14 czerwca 1731 w Nyborgu, zm. 15 września 1793 w Kopenhadze) – duński przyrodnik, dworzanin i administrator. Był znany ze swojej pracy naukowej o grzybach i opiece nad ogrodem botanicznym Charlottenborg. Był także dyrektorem  Duńskich Usług Pocztowych i Królewskiej Fabryki Porcelany.

## Życiorys
Urodził się w rodzinie lekarza Holma jako najstarszy z ośmiorga dzieci. W 1760 r. ukończył studia medyczne na Uniwersytecie Kopenhaskim. W ciągu ostatnich trzech lat studiów odbył tournée po Europie z profesorem Christenem Friis Rottbøllem, który opłacił jego podróże. Odwiedzili wiele uniwersytetów w Niemczech, Holandii i Francji i nawiązali wiele bliskich więzi z wybitnymi kolegami. W Lejdzie i Paryżu Holm zebrał okazy do zielnika, który później podarował królowi. W 1762 roku został profesorem medycyny i historii naturalnej na Akademii w Sorø. Tam założył ogród botaniczny, porzucił karierę lekarza i zajął się różnymi zajęciami administracyjnymi i botaniką.
W 1767 r. Holm został mianowany dyrektorem generalnym duńskich usług pocztowych w Kopenhadze i funkcję tę zajmował aż do śmierci w 1793 r. Od 1772 r. był także sekretarzem gabinetu królowej wdowy Juliany Marii, macochy króla Christiana VII. Dzięki dobrym stosunkom z rodziną królewską został aż do śmierci dyrektorem nowo powstałej duńskiej fabryki porcelany.
W 1778 roku został mianowany jednym z dwóch dyrektorów nowego ogrodu botanicznego przy pałacu Charlottenborg. Ogród ten powstał jako wspólne przedsięwzięcie Uniwersytetu w Kopenhadze i króla, z których każdy miał mianować dyrektora. Uniwersytet mianował na to stanowisko profesora Christena Friisa Rottbølla, dawnego nauczyciela Holmaa i towarzysza podróży z lat studenckich, król wybrał Holma. Holm szybko awansował i w 1781 r. uzyskał szlachectwo pod nazwiskiem Holmskiold. Przy tej samej okazji został kawalerem Orderu Danneborga i otrzymał tytuł Geheimrat (Gehejmeråd).
Po śmierci Holmskiolda okazało się, że mimo jego wysokich dochodów był mocno zadłużony i odpowiedzialny za defraudację pieniędzy zarówno wobec królowej, jak i poczty oraz królewskiej fabryki porcelany. Jego posiadłość Aldershvile została sprzedana.

## Praca naukowa
Opublikował niewiele. Jako naukowiec Holmskiold znany jest głównie ze swojego dwutomowego dzieła o grzybach Beata ruris otia fungis Danicis Impensa (Szczęśliwe chwile odpoczynku Theodora Holma na wsi w towarzystwie duńskich grzybów). Pierwszy jego tom opublikowany został w 1790 r., drugi już po jego śmierci w 1796 r. Rysunki wykonał Johann Adolph Neander. W dziele tym Holmskiold opisał m.in. 57 nowych gatunków grzybów, w tym kilka gatunków grzybów drapieżnych, żyjących na owadach.
W 1776 r. Holdskjold został członkiem Królewskiej Duńskiej Akademii Nauk i Literatury i opublikował kilka artykułów w jej różnych czasopismach, w tym jeden o sumach, który opierał się na jego obserwacjach w jeziorze Sorø podczas lat spędzonych w Sakademii w Sorø.
Przy nazwach naukowych utworzonych przez niego taksonów dodawany jest skrót jego nazwiska Holmsk. Uczczono go nazywając jego nazwiskiem krzew Holmskioldia.